# Bill Ramsey
Bill Ramsey, geboren als William McCreery Ramsey; (Cincinnati, 17 april 1931 – Hamburg, 2 juli 2021) was een Duits-Amerikaanse jazz- en schlagerzanger, journalist en artiest. Hij werd bekend door Duitstalige schlagers zoals Souvenirs en Pigalle (Die große Mausefalle).

## Jeugd en opleiding
William McCreery Ramsey, alias Bill, zoon van een lerares en een reclamemanager van de firma Procter & Gamble, zong reeds in zijn jeugdjaren in een college-dansorkest. Van 1949 tot 1951 studeerde hij sociologie en economie aan de Yale-universiteit in New Haven. Daarnaast zong hij jazz, swing en blues. Zijn grote voorbeelden waren Count Basie, Nat King Cole, Duke Ellington en Louis Jordan.

## Carrière
Vanaf 1953 trad hij op bij jazzevenementen met onder meer Ernst Mosch, Paul Kuhn, Kurt Edelhagen en James Last. Jazzpianist en muziekproducent Heinz Gietz bezorgde hem in 1955 een optreden bij de Hessischer Rundfunk en betrok hem bij playback-opnamen voor de muziekfilm Liebe, Tanz und 1000 Schlager met Peter Alexander en Caterina Valente.
In 1958 bood Heinz Gietz hem een contract aan en nog in datzelfde jaar verscheen zijn eerste single bij Polydor. Met Souvenirs bereikte Ramsey de top van de Duitse hitparade. In 1960 was hij met Gina, Gina minder succesvol, met slechts een 39e plaats in de Top 50 van het muziektijdschrift Musikmarkt. In 1961 lukte het wel met zijn nummer 1-hit Pigalle (die große Mausefalle).
Onder de in de jaren 1950 en 1960 gepubliceerde schlagers bevonden zich Duitstalige covers van onder meer Hank Ballard, The Beatles, Fats Domino, Ivory Joe Hunter, Roger Miller, Elvis Presley, Jimmie Rodgers, Andy Williams en Sheb Wooley. De meeste covers werden uitsluitend gecomponeerd door Heinz Gietz. Ramsey wisselde in 1962 samen met producent Gietz van Polydor naar het Columbia-label van de EMI-groep. Hij was regelmatig te horen in de Duitse hitlijsten. Zijn populariteit bezorgde hem bovendien meerdere optredens in films en op televisie als zanger en komiek in diverse bijrollen.
Vanaf de tweede helft van de jaren 1960 nam hij een overwegend Engelstalig repertoire op en wijdde hij zich hoofdzakelijk weer aan jazz en de blues. Er verschenen niet alleen operette-, musical- en beatnummers, maar ook een lp met kinderliedjes. In 1966 stapte hij over op het label Cornet van Heinz Gietz en nog in hetzelfde jaar keerde hij terug naar Polydor. Hij treedt nog regelmatig op als schlager- en jazzzanger, onder andere als duo met gitarist Juraj Galan. De lp Live im Unterhaus kreeg de Preis der deutschen Schallplattenkritik. In 2008 en 2009 was hij met onder meer Max Greger en Hugo Strasser op tournee. Vaste leden van zijn band zijn Martin Breinschmid, Richard Oesterreicher, Gerd Bienert en Herbert Swoboda. Ter gelegenheid van zijn 85ste verjaardag introduceerde Ramsey de dubbel-cd My Words.
Alles bij elkaar speelde Ramsey in 28 films, en had hij talloze televisieoptredens en tournees door heel Europa, de Verenigde Staten en Noord-Afrika. Hij presenteerde onder andere de televisie-uitzendingen Schlager für Schlappohren (1971) en Talentschuppen (1974 tot 1980), en doceerde vele jaren aan de Hamburgse Hochschule für Musik und Darstellende Kunst. Iedere vrijdag presenteerde en voorzag hij de uitzending Swingtime op de Hessischer Rundfunk van commentaar.

## Privéleven
Ramsey woonde bijna 20 jaar in Zürich, later in Wiesbaden en sinds 1991 met zijn vierde vrouw Petra in Hamburg. Sinds 17 oktober 1984 was hij Duits staatsburger. Zijn echtgenote was arts, maar ze was ook actief als manager van haar echtgenoot. Bill Ramsey overleed in juli 2021 op 90-jarige leeftijd.

## Trivia
In de jaren 1950 woonde Ramsey in het pension Noelle in Frankfurt. Zijn buurvrouw was Rosemarie Nitribitt, een prostituee die volgens hem constant en urenlang het gemeenschappelijke bad in gebruik hield en de koelkast helemaal leeg at. Naar aanleiding van haar latere dood werd ook Ramsey door de politie ondervraagd.

## Onderscheidingen
- 2020: Bundesverdienstkreuz am Bande

## Hits in Duitsland
| Jaar     | Titel | Hitposities (DE) | Label/Catalogusnummer |
| -------- | --- | ---------------- | --------------------- |
| 1958     | Yes, Fanny, ich tu das So ein Stroll in Tirol |                  | Polydor NH 23 738     |
| 1958     | Wumba-Tumba Schokoladeneisverkäufer Casa Bambu | 4                | Polydor NH 23 883     |
| 1959     | Er war vom konstantinopelitanischen Gesangsverein Cecilia |                  | Polydor NH 24 002     |
| 1959     | Souvenirs Mach keinen Heck-Meck | 1                | Polydor NH 24 037     |
| 1959     | Caldonia Big Fat Mama |                  | Columbia C 21 261     |
| 1959     | Hier könn’ Matrosen vor Anker geh’n Go Man Go |                  | Polydor NH 24 090     |
| 1960     | Go Man Go (Engels) Rockin’ Mountain |                  | Polydor NH 66 812     |
| 1960     | Telefon aus Paris Gina, Gina | 39               | Polydor NH 24 211     |
| 1960     | Jeden Tag ’ne andre Party Die Welt ist rund |                  | Polydor NH 24 330     |
| 1961     | Pigalle (Die große Mausefalle) Café Oriental | 1                | Polydor NH 24 428     |
| 1961     | Telefon fra Paris (Deens) Pigalle (dänisch) |                  | Polydor NH 22 974     |
| 1961     | Immer zieht es mich zu ihr (met Peter Alexander) Missouri Cowboy (met Peter Alexander)                                                                       | 10               | Polydor NH 24 437     |
| 1961     | Zuckerpuppe (aus der Bauchtanz-Truppe) Das Mädchen mit dem aufregenden Gang                                                                                  | 5                | Polydor NH 24 553     |
| 1961     | Das Leben ist doll Ich habe beides ausprobiert – kein Vergleich                                                                                              | 45               | Polydor NH 24 616     |
| 1962     | Nichts gegen die Weiber (met Bibi Johns) Mach ein Foto davon                                                                                                 | 25               | Polydor NH 24 663     |
| 1962     | Old Jonny war ein Wunderkind Hilly Billy Banjo Bill | 47               | Polydor NH 24 774     |
| 1962     | Brauner Señor Mexicano (met Peter Alexander) Keine Zeit und kein Geld (met Peter Alexander)                                                                  |                  | Polydor NH 24 915     |
| 1962     | Ohne Krimi geht die Mimi nie ins Bett Flotter Dampfer | 3                | Columbia C 22 197     |
| 1962     | Mimi Needs A Thriller When She Goes To Bed Sailors Need A Girl In Every Port                                                                                 |                  | Columbia F 4948       |
| 1963     | Maskenball bei Scotland Yard Hallo, Boss, Hallo | 8                | Columbia C 22 333     |
| 1963     | Sagst du alles deiner Frau? (met Chris Howland) Zwei alte Freunde (met Chris Howland)                                                                        |                  | Columbia C 22 397     |
| 1963     | Parlez-vous Francais? Canary-Blues | 51               | Columbia C 22 456     |
| 1963     | Molly Feuerwasser und Liebe |                  | Columbia C 22 512     |
| 1963     | Es gibt doch immer wieder Ärger (met Peter Weck) Na na, nanu? (alleen Peter Weck)                                                                            |                  | Electrola E 22 515    |
| 1964     | Bossa Nova Baby Wer heißt hier Jonny? | 14               | Columbia C 22 635     |
| 1964     | Ein bequemer Arbeitnehmer bin ich nicht Käpt’n Brown von Clipper 107                                                                                         |                  | Columbia C 22 689     |
| 1964     | Ein Student aus Heidelberg Schöne Mädchen haben’s gerne | 21               | Columbia C 22 701     |
| 1964     | Zicke Zacke Hoi Wenn ich Geigen hör’, muß ich weinen |                  | Columbia C 22 842     |
| 1965     | Chug-a-lug Was kann denn ich dafür |                  | Columbia C 22 884     |
| 1965     | Bin nur ein Tramp Kiss me Candy |                  | Columbia C 22 888     |
| 1965     | Crazy Cowboy Grand Hotel Unter Wasser |                  | Columbia C 23 012     |
| 1966     | Fat Man (& The Jay Five) What You Gonna Do Now Girl (& The Jay Five)                                                                                         |                  | Cornet 3012           |
| 1966     | Hollywood-Schaukellied Le Tour de France |                  | Polydor 52 699        |
| 1966     | Yellow Submarine Such dir was Liebes |                  | Polydor 52 725        |
| 1967     | Limonade wär’ besser gewesen Wenn die großen Krokodile nicken                                                                                                |                  | Polydor 52 770        |
| 1967     | Body Building Bill aus Boston No, no – nicht so! |                  | Polydor 52 874        |
| 1968     | Otto ist auf Frauen scharf Verlieb’ dich nicht in ein Hippie-Mädchen                                                                                         |                  | Polydor 53 043        |
| 1968     | Piccadilly Circus Die Welt, die ist kaputt |                  | Polydor 53 066        |
| ca. 1968 | Blue-Eyed Lady (& The Jay Five with Bruno Spoerri) Early in the Morning (& The Jay Five with Bruno Spoerri)                                                  |                  | Heco S 45 007         |
| 1969     | Gesellschaftsspiele (als William Ramsey III.) Ein zauberhafter Sommer (als William Ramsey III.)                                                              |                  | Polydor 53 130        |
| 1969     | Sing ein kleines Lied vom Frieden (als William Ramsey III.) Bye, bye, Sadie (als William Ramsey III.)                                                        |                  | Polydor 53 155        |
| 1970     | Haschisch Halef Omar High And Happy |                  | Cornet 3165           |
| 1993     | Probier’s mal mit Gemütlichkeit (Dschungelbuch Groove) Probier’s mal mit Gemütlichkeit (Dschungelbuch Groove Jungle Club Mix) Theme from Panic At The Jungle |                  | ZYX Music 706012      |

### Ep's
- 1959: Go Man Go / Hier könn’ Matrosen vor Anker geh’n / Souvenirs / Mach keinen Heck-Meck (Polydor)
- 1961: Pigalle / Missouri Cowboy / Bist du einsam heut’ Nacht / Immer zieht es mich zu ihr (met Peter Alexander; Polydor)
- 1964: Viktoria und ihr Husar (met Sonja Knittel, Sári Barabás, Conny Froboess, Jacqueline Boyer, Willy Hagara, Heinz Hoppe, Harry Friedauer, Rex Gildo, Paul Kuhn en het Botho-Lucas-Chor; Electrola)
- 1964: My Fair Lady / Kiss Me, Kate (met Rex Gildo, Gitte, Willy Hagara, Ralf Bendix, Paul Kuhn en het Botho-Lucas-Chor; Electrola)

### Lp's
- 1957: William 'Big Bill' Ramsey (A-kant) / Riverside Syncopators Jazz-Band (B-kant) (split-lp met liveopnamen van het Jazz Festival Sopot; Polskie Nagrania Muza)
- 1961: Blume von Hawaii / Viktoria und ihr Husar (met Peter Alexander, Rita Bartos, Margot Eskens, Franz Fehringer, Willy Hofmann, Margrit Imlau, Bibi Johns, Sándor Kónya, Willy Schneider en Herta Talmar; Polydor)
- 1962: Evergreens aus dem Schlagerkeller (met Ralf Bendix, Chris Howland en Dany Mann; Electrola)
- 1964: Die Blume von Hawaii/Viktoria und ihr Husar (met Sonja Knittel, Sári Barabás, Conny Froboess, Jacqueline Boyer, Willy Hagara, Heinz Hoppe, Harry Friedauer, Rex Gildo, Paul Kuhn en het Botho-Lucas-Chor; Electrola)
- 1964: Bill Ramsey’s Schlagerparty (Electrola)
- 1965: Sing ein Lied mit Onkel Bill (kinderfeest bij Bill Ramsey; met Conny Froboess, Paul Kuhn, Ralf Paulsen en de Westfälischen Nachtigallen; Electrola)
- 1965: Bill Ramsey singt Lieder seiner Heimat – Songs from Home (Electrola)
- 1965: Ballads & Blues (met Paul Kuhn; Electrola)
- 1966: Got A New Direction (& The Jay Five; Cornet)
- 1972: Sei mein Freund (Columbia)
- 1974: Songs – Brot für die Welt (met Inge Brandenburg en Ingfried Hoffmann; Schwann)
- 1975: Hard Travelling (met Don Paulin; Warner Bros.)
- 1976: Onkel Bill. Bill Ramsey singt viele neue Lieder und erzählt lustige Geschichten (Intercord)
- 1977: Die andere Seite – Dedicated to Nat King Cole (Polydor)
- 1977: On the Spot (met Dieter Reith, Matts Björklund, Jimmy Patrick, Dave King en Keith Forsey; Polydor [?])
- 1990: Rückfall (Papagayo)

### Cd's
- Caldonia and more… (Bear Family Records), bevat opnamen uit 1957, 1966 en 1980
- Souvenirs (1992; Bear Family Records), bevat opnamen van 1958 tot 1961
- Ohne Krimi geht die Mimi nie ins Bett (1994; Bear Family Records), bevat opnamen van 1962 tot 1965
- Ballads And Blues / Songs From Home (met Paul Kuhn; Bear Family Records), bevat opnamen uit 1965
- The Other Side – A Dedication to Nat King Cole (Bear Family Records), bevat opnamen van 1975 tot 1977
- On the Spot (met Dieter Reith; Bear Family Records), bevat opnamen uit 1977
- When I See You (met Toots Thielemans; Bell Records), bevat opnamen van 1979 tot 1980
- Underneath the Apple Tree (met Juraj Galan; Tyrostar), bevat opnamen uit 1983 en 1984
- 1990: Rückfall (Papagayo)
- 1994: Gettin’ Back To Swing (& The SDR Big Band o.l.v. Dieter Reith; Bear Family Records)
- 1999: Hamburg, keine ist wie du (cd-maxi; Bear Family Records)
- 2001: Ballads, Streets & Blues (met Peter Weniger en het Achim-Kück-Trio; Mons Records)
- 2002: Big Band Boogie (met de Thilo Wolf Big Band; Mons Records)
- 2005: Send In The Clowns (met Jean-Louis Rassinfosse; Swingland Records)
- 2006: Here’s To Life – Here’s To Joe (met de hr-Bigband o.l.v. Jörg Achim Keller; HR-Musik)
- 2011: Ramsey Swings! (4-cd-box; Bear Family Records), bevat opnamen van 1958 tot 1999
- 2016: My Words (dubbel-cd; Bear Family Records)

### Hoorspelen
- 1999: Der Kleine Tag (Sikorski 1391A/Polydor 547 707-2)
- 2008: Major Dux (Quinto; ISBN 978-3898354103) als muziekminister Alwin Schmidt
- 2009: Disney – Küss den Frosch, Original-Hoorspel bij de film (Warner Music DE) als Alligator Louis

## Filmografie
- 1955: Liebe, Tanz und 1000 Schlager
- 1955: Musik im Blut
- 1959: La Paloma
- 1959: Kein Mann zum Heiraten
- 1960: Schlagerparade 1960
- 1960: Das Rätsel der grünen Spinne
- 1960: Mit Himbeergeist geht alles besser
- 1961: Schlagerparade 1961
- 1961: Die Abenteuer des Grafen Bobby
- 1961: Junge Leute brauchen Liebe
- 1961: Musik ist Trumpf (Die Hazy Osterwald Story)
- 1961: Adieu, Lebewohl, Goodbye
- 1961: Am Sonntag will mein Süßer mit mir segeln gehn
- 1961: Unsere tollen Tanten
- 1961: Heute gehn wir bummeln
- 1962: Café Oriental
- 1962: Das süße Leben des Grafen Bobby
- 1962: Zwischen Schanghai und St. Pauli
- 1962: Ohne Krimi geht die Mimi nie ins Bett
- 1963: Sing, aber spiel nicht mit mir
- 1963: Maskenball bei Scotland Yard
- 1963: Heimweh nach St. Pauli
- 1964: Old Shatterhand
- 1964: Liebesgrüße aus Tirol
- 1965: Cat Ballou – Hängen sollst du in Wyoming (Duitse stemartiest van Nat King Cole)
- 1970: Emigration (tv)
- 1971: Hurra, bei uns geht's rund
- 1978: Die Schweizermacher
- 1990: Peterchens Mondfahrt
- 1993: Almenrausch und Pulverschnee: Der Onkel aus Amerika (tv)
- 1997: Tatort: Ausgespielt (tv)
- 2009: Küss den Frosch (Duitse stemartiest van Louis)